# Ceferino Giménez Malla
Zefirino Giménez Malla, in spagnolo Ceferino Giménez Malla conosciuto anche come "El Pelé", (Benavent de Segrià, 26 agosto 1861 – Barbastro, 2 agosto 1936), è stato il primo beato della Chiesa cattolica di origini rom, popolazione della quale è il santo patrono; morì martire durante la guerra civile spagnola, fucilato dalle truppe repubblicane.

## Biografia
Nacque nella provincia di Lleida a Benavent de Segrià da una famiglia rom. Suo padre era un mercante di bestiame e, inizialmente, Ceferino praticò il commercio; per quaranta anni, visse come nomade. Si sposò molto giovane con Teresa Jiménez Castro, con una cerimonia zingara; sposerà poi sua moglie con rito cattolico nel 1912, quando si trasferirà a Barbastro, dove comprerà una casa. Dalla loro unione non nacquero figli, ma adottarono una nipote di Teresa, Pepita, che era orfana.
Ceferino non era colto, ma frequentava la chiesa e aveva appreso molto in materia di fede e sulla Bibbia. Insegnò molto sia ai bambini rom che a quelli spagnoli, dopo che sua moglie morì. Infatti iniziò una carriera come catechista, su consiglio di un sacerdote. Don Nicholas Santos de Otto, e andava aiutando i rom più poveri; inoltre nel 1926, divenne membro del terzo ordine francescano. Assisteva quotidianamente alla messa nella chiesa dei missionari clarettiani ed era opinione comune che in casa sua egli recitasse il Rosario come ringraziamento per un favore ricevuto.

## Il martirio

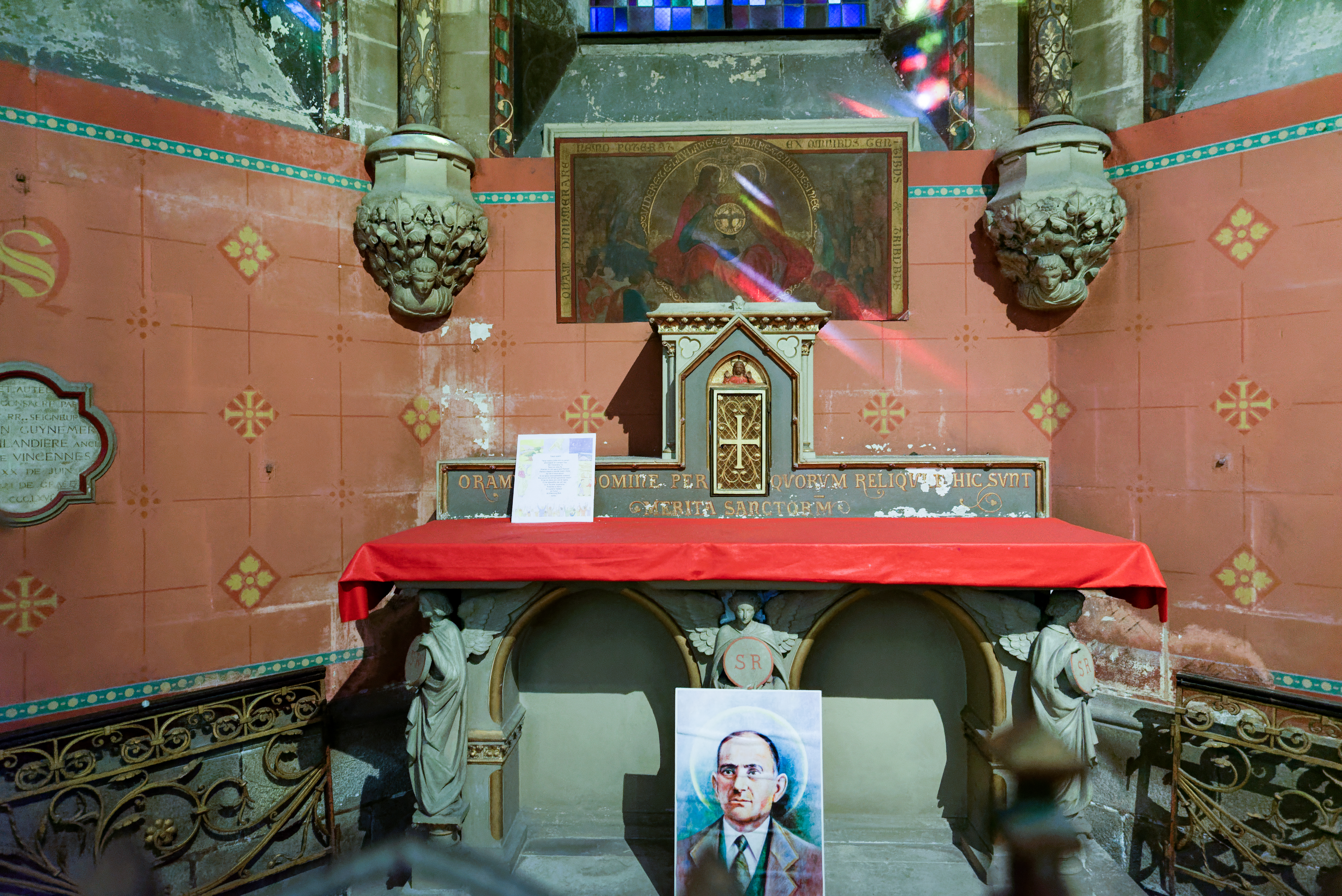
Cappella del beato Ceferino Giménes Malla nella basilica di st. Nicolas a Nantes

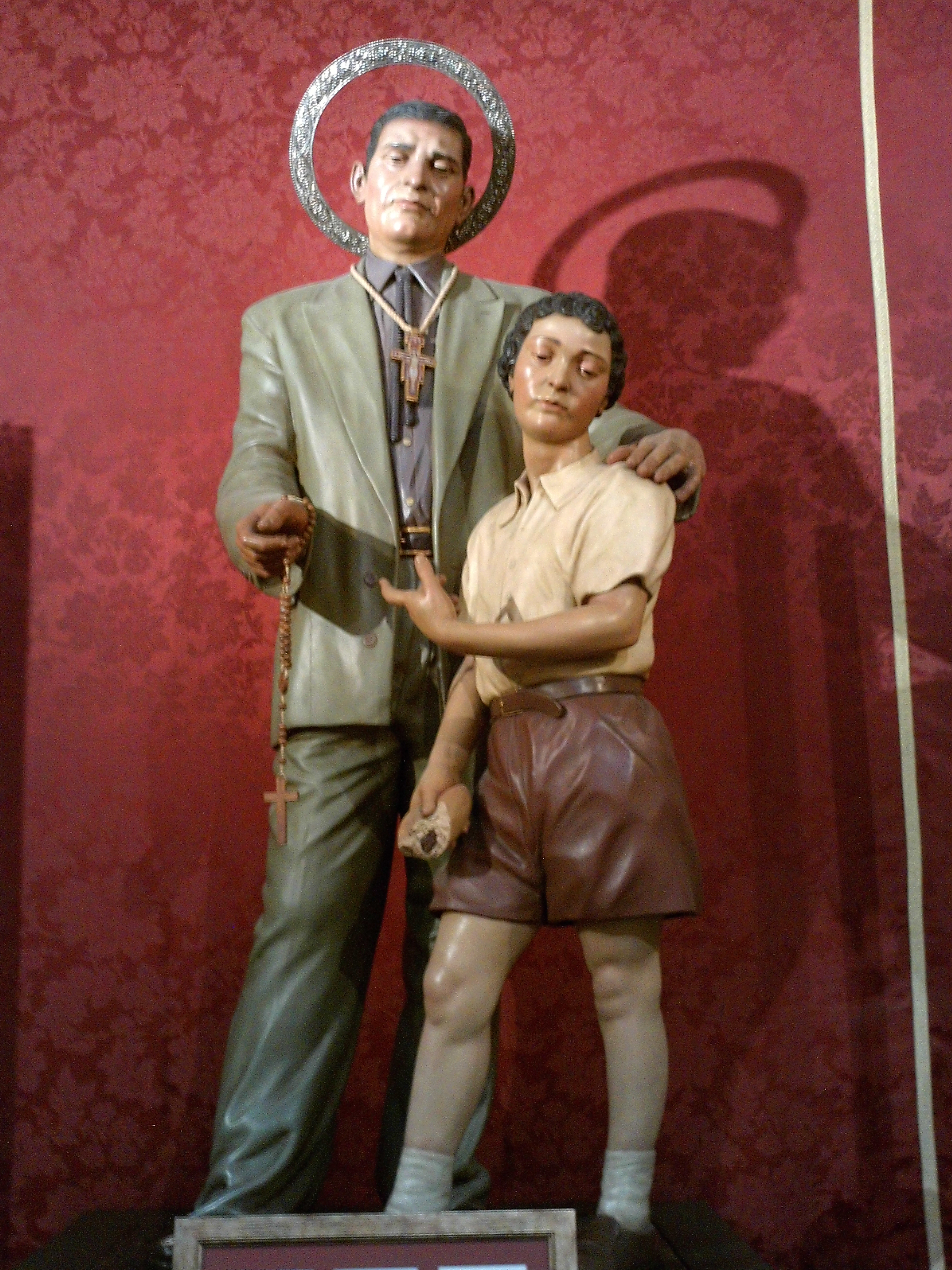
Statua del beato nel santuario dei gitani a Siviglia

Nei primi giorni della guerra civile spagnola, Giménez Malla provò a difendere un giovane sacerdote che cercava di divincolarsi da una torma di miliziani che lo avevano scoperto e che stavano perquisendolo prima dell'arresto. Ceferino non riuscì a contenersi ed esclamò:
(Ceferino Giménez Malla)
Diversi miliziani gli si fecero addosso, lo immobilizzarono e lo perquisirono. Secondo una leggenda rom, quando i soldati chiesero se avesse armi, rispose: "Sì, ed è qui", mentre mostrava il suo rosario. Trovarono solo un piccolo coltellino. Ma fu sufficiente perché fosse arrestato, ammanettato e condotto nel carcere popolare, dove condivise la cella con altre persone che sarebbero state fucilate con lui: sacerdoti, religiosi o laici cattolici. Eugenio Sopena, un dirigente del comitato rivoluzionario di Barbastro, conosceva el Pelé e cercò di salvargli la vita. Gli raccomandò che cercasse di nascondere, almeno in carcere, le sue devozioni, di non mostrare il rosario e che "smettesse con il fanatismo". Ma Ceferino aveva già scelto: lo ringraziò per l'interessamento, e gli confesso integralmente la sua fede e la sua volontà di essere cristiano fino alla fine.
I miliziani lo fucilarono insieme ad altre 19 persone, tra le quali padre Filippo di Gesù Munárriz Azcona, padre Leonzio Pérez Ramos e padre Giovanni Díaz Nosti, clarettiani, nelle prime ore del 2 agosto 1936. Prima di morire con il rosario in mano gridò: "Viva Cristo Re!". Il suo corpo fu gettato in una fossa comune e non fu mai ritrovato.

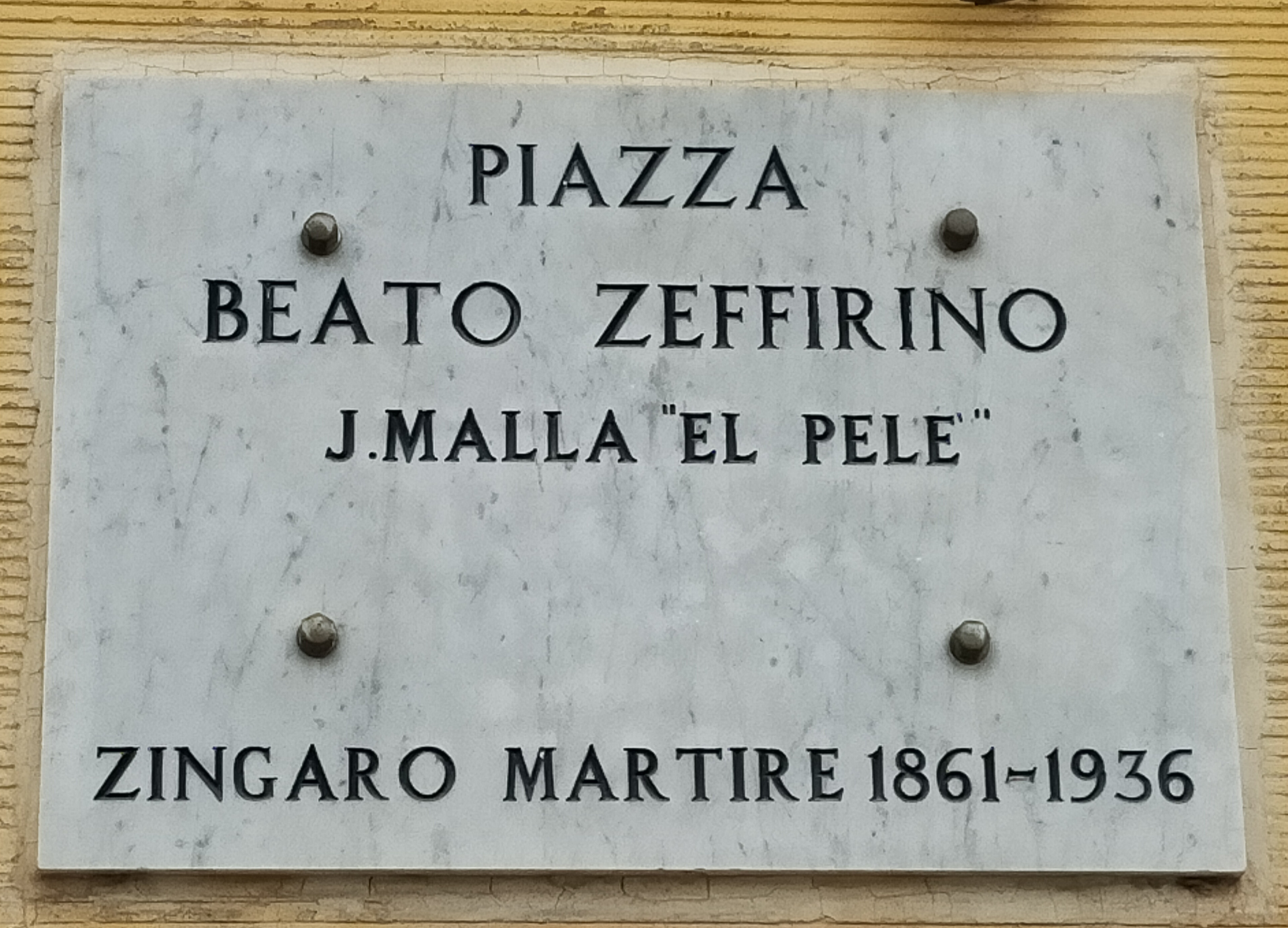
Targa dedicata al beato Zeffirino ad Avezzano

A lui è dedicata, a Roma, una chiesa all'aperto presso il Santuario della Madonna del Divino Amore detta "Santuario degli Zingari", una cappella nella basilica di Saint-Nicolas a Nantes e una nel santuario dei Popoli romaní a Siviglia. Ad Avezzano, in Abruzzo, gli è dedicata una piazzetta nel quartiere Via Napoli, caratterizzato dalla presenza rom. A Riace in Calabria presso il Santuario dei Santi Cosma e Damiano è esposta alla venerazione una tela che lo ritrae.

## Beatificazione
Venne beatificato  il 4 maggio 1997 da papa Giovanni Paolo II, che così lo definì nella sua omelia: «il Beato Ceferino Giménez Malla seppe seminare concordia e solidarietà fra i suoi, mediando anche nei conflitti che a volte nascono fra «payos» e zingari, dimostrando che la carità di Cristo non conosce limiti di razza e di cultura.». La sua memoria liturgica è il 2 agosto.